# Osiflanie
Osiflanie, josiflanie, józefici (ros. осифляне, иосифляне), także zachłanni (ros./cs. стяжатели - stiażatieli) – prąd kościelno-polityczny w Rosji, nazwany na cześć jego przywódcy Józefa Wołockiego. Głośny spór między „osiflanami” pod wodzą Wołockiego i niezachłannymi na czele z Niłem Sorskim i Wassianem Patrikiejewem przypada na wiek XV i początek XVI.
Jako ideolodzy Rosyjskiego Kościoła Prawosławnego, Józef Wołocki i jego zwolennicy władzę duchowną stawiali początkowo nad władzą świecką, twierdząc, że tylko silny, rozporządzający dużymi bogactwami Kościół jest w stanie wypełnić boskie posłannictwo. Występowali oni przeciw sekularyzacji ziem klasztornych, bronili prawa klasztorów do posiadania dużych posiadłości ziemskich. Jednakże później (w latach 1507–1515) Józef Wołocki opowiedział się za silną władzą książęcą, dowodząc wyższości władzy świeckiej (książecej) nad duchowną oraz konieczności podporządkowania udzielnych książąt wielkiemu księciu moskiewskiemu Wasylowi III. Utrzymywał przy tym, że władza carska pochodzi od Boga. W walce „osiflan” z „niestiażatielami” ("niezachłannymi") ci ostatni ponieśli klęskę, oficjalny Kościół uznał ich za heretyków i poddał prześladowaniam. Chociaż konflikt rozwiązano przy wsparciu władzy świeckiej na korzyść zwolenników posiadania majątków, antagonizm powrócił ze zdwojoną siłą, gdy Piotr I Wielki rozpoczął sekularyzowanie ziem cerkiewnych, zakończone przez Katarzynę II.